# 바쿠 시티 서킷
바쿠 시티 서킷(아제르바이잔어: Bak ı ş əh ər Halqas ı)은 아제르바이잔 바쿠에 위치한 모터 레이싱 스트리트 서킷으로, 바쿠 대로 근처에 건설되었다. 서킷의 한 바퀴는 6.003km (3.730마일)로, 포뮬러 원 캘린더에서 네 번째로 긴 서킷이다.(서킷 드 스파-프랑코르샹, 제다 스트리트 서킷, 라스베이거스 스트립 서킷에 이어). 서킷에서 열린 첫 번째 포뮬러 원 경주는 2016년 유럽 그랑프리와 그 지원 이벤트였다. 1년 후인 2017년, 서킷은 첫 번째 아제르바이잔 그랑프리를 개최했다. 이 행사는 바쿠 시티 서킷 운영 회사(아제르바이잔어: Bakı Şəhər Halqası Əməliyyat Şirkəti).

## 역사

### 발전
2013년 12월, 포뮬러 원의 회장 겸 CEO인 버니 에클스톤은 2016년에 레이스를 개최할 것을 제안했지만, 나중에 한국 그랑프리 주최 측이 계약을 위반했기 때문에 2015년으로 연기할 것이라고 말했다. 그러나 2014년 7월에 레이스의 첫 시작이 2016년으로 연기될 것이라고 발표되었다.

### 디자인

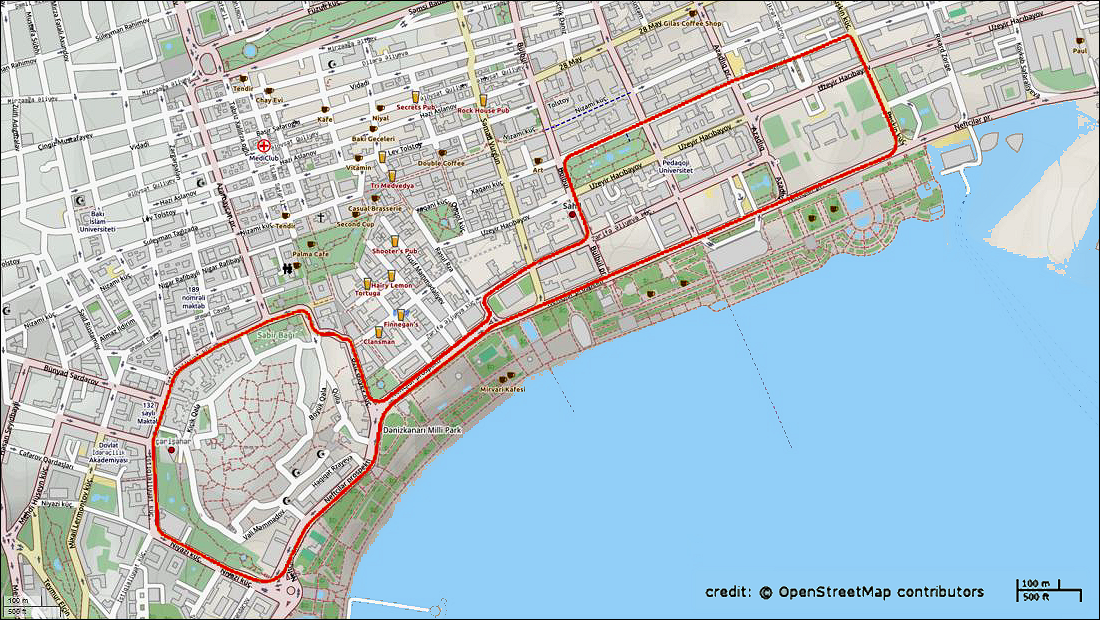
The layout of the 6 km circuit in the city of Baku

6.003km(3.730마일)의 반시계 방향 회로 레이아웃은 회로 설계자 헤르만 틸케가 설계했다. 이 회로는 아자들릭 광장 근처에서 시작하여 정부 청사를 순환한 후 1km(0.62마일)를 따라 서쪽으로 향하며 시르반샤 궁전과 메이든 타워로 직행한다. 여기서 이 트랙은 7.6m(25피트)의 좁은 오르막 횡단로를 가진 후 구시가지를 한 바퀴 돌고 네프틸라 애비뉴를 따라 2.2km(1.4마일)의 구간을 다시 시작선으로 이어진다. 이 회로는 세계에서 가장 빠른 거리 회로로 예상되었으며, 최고 속도는 360km/h(220마일)에 가깝고 현재 F1 캘린더에서 벨기에의 서킷 데 스파-프랑코르샹에 이어 두 번째로 긴 회로이다. 도시 공원을 통과하는 이 회로의 타이트한 레이아웃은 1970년대 스페인 그랑프리를 개최한 몬주크 ï 서킷과 유사점을 공유한다.
2016 유럽 그랑프리를 지지했던 2016 GP2 레이스에서 22명의 드라이버 중 12명이 완주하지 못했다. 발테리 보타스는 윌리엄스가 자신이 시속 378km(235마일)에 도달했다는 데이터를 보유하고 있다고 주장하면서 2016 유럽 그랑프리 예선에서 새로운 비공식 포뮬러 1 최고 속도 기록을 세웠다. 이는 2005년 후안 파블로 몬토야가 오토드로모 나지오날레 디 몬자에서 테스트하던 맥라렌에서 세운 이전 기록인 시속 372km(231마일)를 뛰어넘는 수치이다.
피렐리는 2016년 그랑프리에서 프리 연습에 사용된 후방 타이어의 90%가 지면에 충분히 뚫리지 않은 커브를 고정하는 볼트에 의해 절단된 것을 발견했다. 젠슨 버튼과 니코 로즈버그는 고속 펑크나 기계 고장과 같은 사고 발생 시 위험할 수 있는 런오프 영역이 부족하다고 우려했다. 발테리 보타스는 배수구 덮개가 느슨해져 윌리엄스 FW38에 심각한 손상을 입혔기 때문에 프리 연습 3 전체를 놓칠 수밖에 없었다. 마찬가지로, 2019 아제르바이잔 그랑프리의 첫 연습 세션은 조지 러셀이 느슨한 배수구 덮개에 부딪혀 취소되었다. 많은 운전자들이 긴 직선, 느린 기술 구간, 벽의 근접성으로 인한 오차 여유가 없는 구간이 혼합된 이 회로의 도전에 찬사를 보냈다. 2021년, 로즈버그는 350km/h(220mph) 주 직선에 인접한 피트 레인 입구의 위치를 비판하며 "내가 항상 일 년 중 가장 위험하다고 생각했던 장소 중 하나"라고 말했다. 포뮬러 원 레이스 디렉터 마이클 마시는 로즈버그의 의견에 동의하지 않았으며, 이 경기장이 "FIA가 규정 요건 내에서 가지고 있는 다양한 안전 요건을 모두 충족시켰다"고 말했다.
2022년 10월, 아리프 라히모프는 지난 7년 동안 바쿠 시티 서킷의 전무이사직에서 해임되었다. 막수드 파르줄라예프가 전무이사 대행으로 임명되었다.